# Anja Schneiderheinze

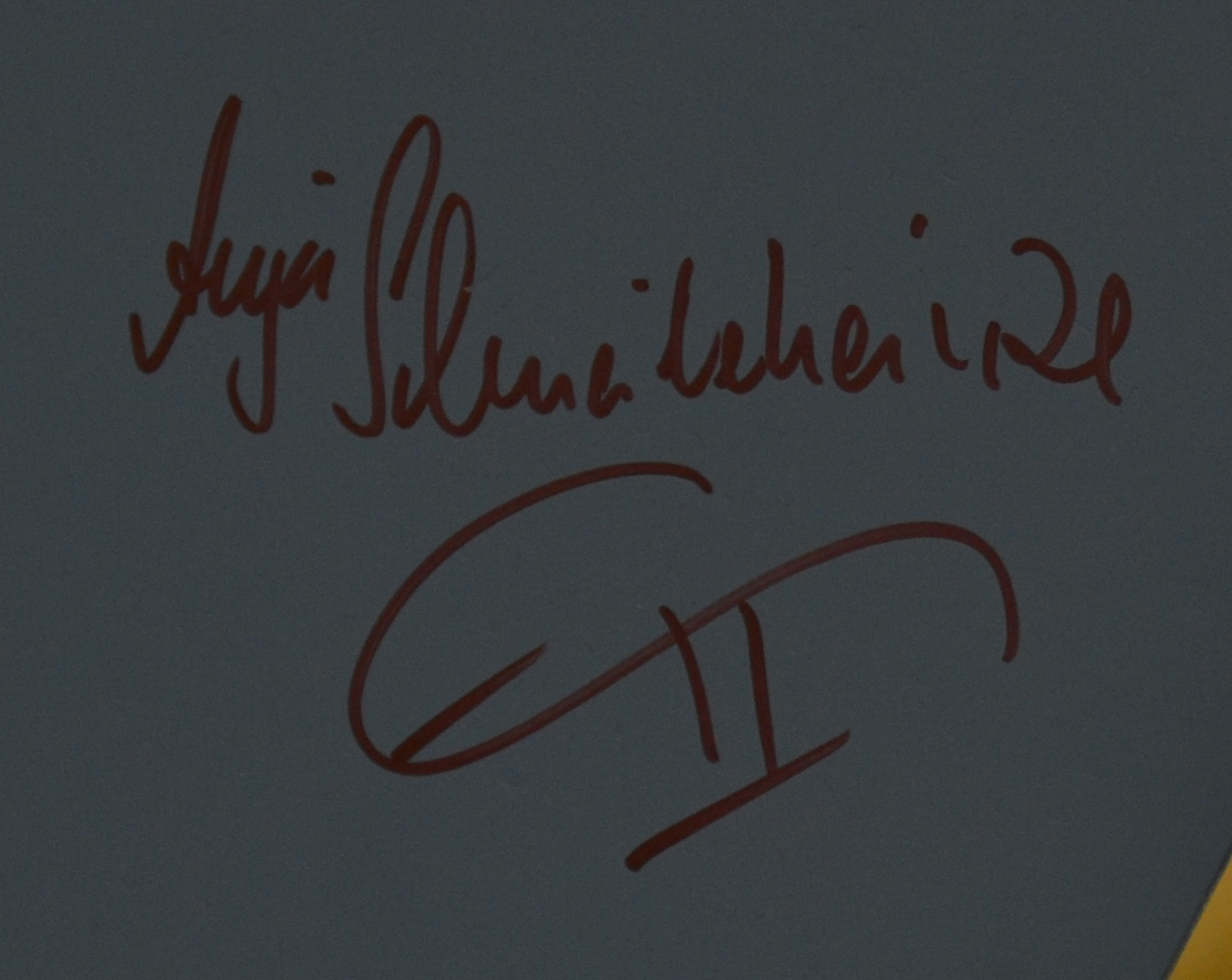
Signatur

Anja Schneiderheinze (* 8. April 1978 in Erfurt, auch Anja Schneiderheinze-Stöckel) ist eine ehemalige deutsche Bobsportlerin und ehemalige Eisschnellläuferin.

## Karriere
Ihre sportliche Karriere begann Schneiderheinze als Eisschnellläuferin. 1993 wurde sie bei den C-Juniorinnen, 1995 in der Altersklasse 16 bis 19 und 1997 bei den A-Juniorinnen Deutsche Meisterin im Mehrkampf. 1995 stellte sie über 100 Meter den deutschen Juniorinnenrekord auf. Die Mehrkampf-Juniorenweltmeisterschaften beendete sie 1996 wie auch 1997 als Elfte. 1998 gewann sie bei den Deutschen Sprint-Mehrkampf-Meisterschaften hinter Anke Baier und Monique Garbrecht die Bronzemedaille. Im Januar 1998 bestritt sie in Baselga di Pinè ihr einziges Rennen im Eisschnelllauf-Weltcup und wurde 14. über 1000 Meter.
2001 wechselte Schneiderheinze zum Bobsport und bildete bis zur Saison 2006/07 ein Zweierbob-Team mit Sandra Kiriasis. Das Team wurde 2004, 2005, 2006 und 2007 Gesamtweltcupsieger und erreichte nach dem 2. Platz bei der Weltmeisterschaft 2004 in Königssee den Weltmeistertitel 2005 in Calgary. Bei den Olympischen Spielen in Turin 2006 gewann das Team die Goldmedaille.
Nachdem Sandra Kiriasis in der Saison 2006/07 mehrfach ihren anderen Bremserinnen Berit Wiacker und Romy Logsch den Vorzug gab, startete Schneiderheinze mehrfach im Bob von Susi Erdmann. Das Team belegte bei der Weltmeisterschaft 2007 den vierten Platz und verpasste somit knapp eine Medaille. Seit Sommer 2007 war Schneiderheinze als Pilotin aktiv. Gleich bei ihrem ersten internationalen Start als Pilotin, dem Europacup in Igls, konnte sie zusammen mit ihrer Anschieberin Patricia Polifka den Sieg verbuchen. Mit insgesamt drei Saisonerfolgen gewann das Team die Europacup-Gesamtwertung 2007/08. Den Gewinn des Europacups wiederholte Schneiderheinze 2009, 2010 sowie 2011.
Bei ihrem Debüt im Weltcup als Pilotin belegte Anja Schneiderheinze im Januar 2011 mit Christin Senkel als Anschieberin in Igls den zweiten Platz hinter Shauna Rohbock. Auch in den nächsten beiden Rennen wurde sie Zweite und erreichte noch den zehnten Rang im Gesamtweltcup, obwohl sie nur die zweite Saisonhälfte in der höchsten Rennserie bestritt. Der zweite Rang in Winterberg war dabei gleichbedeutend mit Silber bei der Europameisterschaft hinter Kiriasis/Wiacker. Bei der Weltmeisterschaft am Königssee wurde sie Achte. In der Saison 2011/12 bestritt Schneiderheinze erstmals alle acht Rennen im Weltcup und gewann dabei gleich zum Saisonauftakt in Igls. Es folgten ein weiterer Sieg in St. Moritz und zwei zweite Ränge. Sie platzierte sich in keinem Rennen schlechter als Rang 7 und wurde damit in der Gesamtwertung Zweite hinter Cathleen Martini und vor Sandra Kiriasis. Bei der Europa- und Weltmeisterschaft verpasste Schneiderheinze als Vierte bzw. Achte jedoch die Podestränge. In der Folgesaison fuhr sie als Dritte in Winterberg einmal auf das Podium und wurde Vierte im Gesamtweltcup. Mit Anschieberin Lisette Thöne gewann sie erneut Silber bei der Europameisterschaft und das Duo erreichte den fünften Rang bei der Weltmeisterschaft 2013. Im Winter 2013/14 belegte sie als beste Resultate im Weltcup zwei weitere dritte Ränge, verpasste jedoch auch in drei Saisonrennen die Top 10 und belegte im Endklassement den sechsten Platz. Nach 2006 nahm sie im Februar 2014 zum zweiten Mal an den Olympischen Spielen teil und belegte in Sotschi mit Stephanie Schneider den zehnten Rang.
In der nacholympischen Saison 2014/15 erreichte Anja Schneiderheinze mit Annika Drazek in St. Moritz ihren dritten Sieg als Pilotin im Weltcup. Sie fuhr in drei weiteren Rennen auf das Podest und wurde in der Gesamtwertung Fünfte. In La Plagne wurde sie gemeinsam mit Franziska Bertels als Anschieberin Europameisterin. Zehn Jahre nach ihrer letzten WM-Medaille als Bremserin gewann sie im Februar 2015 bei den Weltmeisterschaften in Winterberg sowohl im Zweierbob mit Annika Drazek als auch im Teamwettbewerb die Silbermedaille. Im Weltcup 2015/16 erreichte Schneiderheinze beim vorletzten Saisonrennen in St. Moritz als Zweite ihren ersten Podestplatz des Winters und verteidigte dabei mit Drazek ihren Titel bei der Europameisterschaft. Bei der Bob-Weltmeisterschaft 2016 wurde Schneiderheinze mit Drazek außerdem Weltmeisterin im Zweierbob und siegte als Teil des deutschen Teams im Mannschaftswettbewerb. Im September 2016 gab Schneiderheinze ihr Karriereende und ihre Schwangerschaft bekannt.

## Erfolge

### Weltcupsiege
Zweierbob Damen
| Nr. | Datum         | Ort               | Bahn                                                |
| --- | ------------- | ----------------- | --------------------------------------------------- |
| 1.  | 28. Nov. 2003 | Calgary           | Bob- und Rennschlittenbahn im Canada Olympic Park 1 |
| 2.  | 6. Dez. 2003  | Lake Placid       | Olympia-Bobbahn Lake Placid 1                       |
| 3.  | 22. Jan. 2004 | Lillehammer       | Bob- und Rennschlittenbahn Hunderfossen 1           |
| 4.  | 17. Nov. 2004 | Winterberg        | Bobbahn Winterberg 1                                |
| 5.  | 12. Feb. 2005 | Lake Placid       | Olympia-Bobbahn Lake Placid 1                       |
| 6.  | 10. Nov. 2005 | Calgary           | Bob- und Rennschlittenbahn im Canada Olympic Park 1 |
| 7.  | 18. Nov. 2005 | Lake Placid       | Olympia-Bobbahn Lake Placid 1                       |
| 8.  | 16. Dez. 2005 | Cortina d’Ampezzo | Bobbahn Cortina d’Ampezzo 1                         |
| 9.  | 12. Jan. 2007 | Cortina d’Ampezzo | Bobbahn Cortina d’Ampezzo 1                         |
| 10. | 19. Jan. 2007 | Innsbruck-Igls    | Olympia Eiskanal Igls 1                             |
| 11. | 2. Jan. 2011  | Innsbruck-Igls    | Kunsteisbahn Bob-Rodel Igls                         |
| 12. | 20. Jan. 2012 | St. Moritz        | Olympia Bob Run St. Moritz–Celerina                 |
| 13. | 24. Jan. 2015 | St. Moritz        | Olympia Bobrun St. Moritz–Celerina                  |